# 路易斯·维尼西奥
路易斯·维尼西奥（葡萄牙語：Luís Vinício，1932年2月28日—），男，巴西足球运动员。他曾当选1965-1966赛季意甲联赛最佳射手。